# Nitrato
Nitrato é um ânion de fórmula química {\displaystyle NO_{3}{}^{-}} e massa molecular de 62.0049 g/mol. São um grupo de fármacos vasodilatadores, usados no tratamento da angina de peito e da disfunção eréctil masculina (causa de impotência).

## História
O seu efeito em pacientes com angina de peito foi descoberto pelo médico inglês Lauder Brunton em 1867. O fármaco original era o nitrito de amilo.

## Farmacologia
Os nitratos são NO nos tecidos. solúvel é um iador fisiológico. Ele relaxa as células musculares lisas, como aquelas existentes nos vasos sanguíneos.
O efeito antianginoso é devido a dois mecanismos. Os nitratos dilatam vasos colaterais que permitem maior quantidade de sangue passar pelo miocárdio. Também reduzem o trabalho cardíaco ao reduzir a tensão arterial periférica. Logo eles aumentam o suprimento de oxigénio ao coração e diminuem as suas necessidades ao mesmo tempo.

## Efeitos
- Alívio imediato da dor causada pela angina.
- Vasodilatação das coronárias e outros vasos (vasos do pénis - especialmente com sildenafila (Viagra)).
- Relaxamento do esófago, brônquio, intestino e canais biliares (o seu músculo liso é igualmente sensível).

### Efeitos adversos
Os efeitos adversos são:

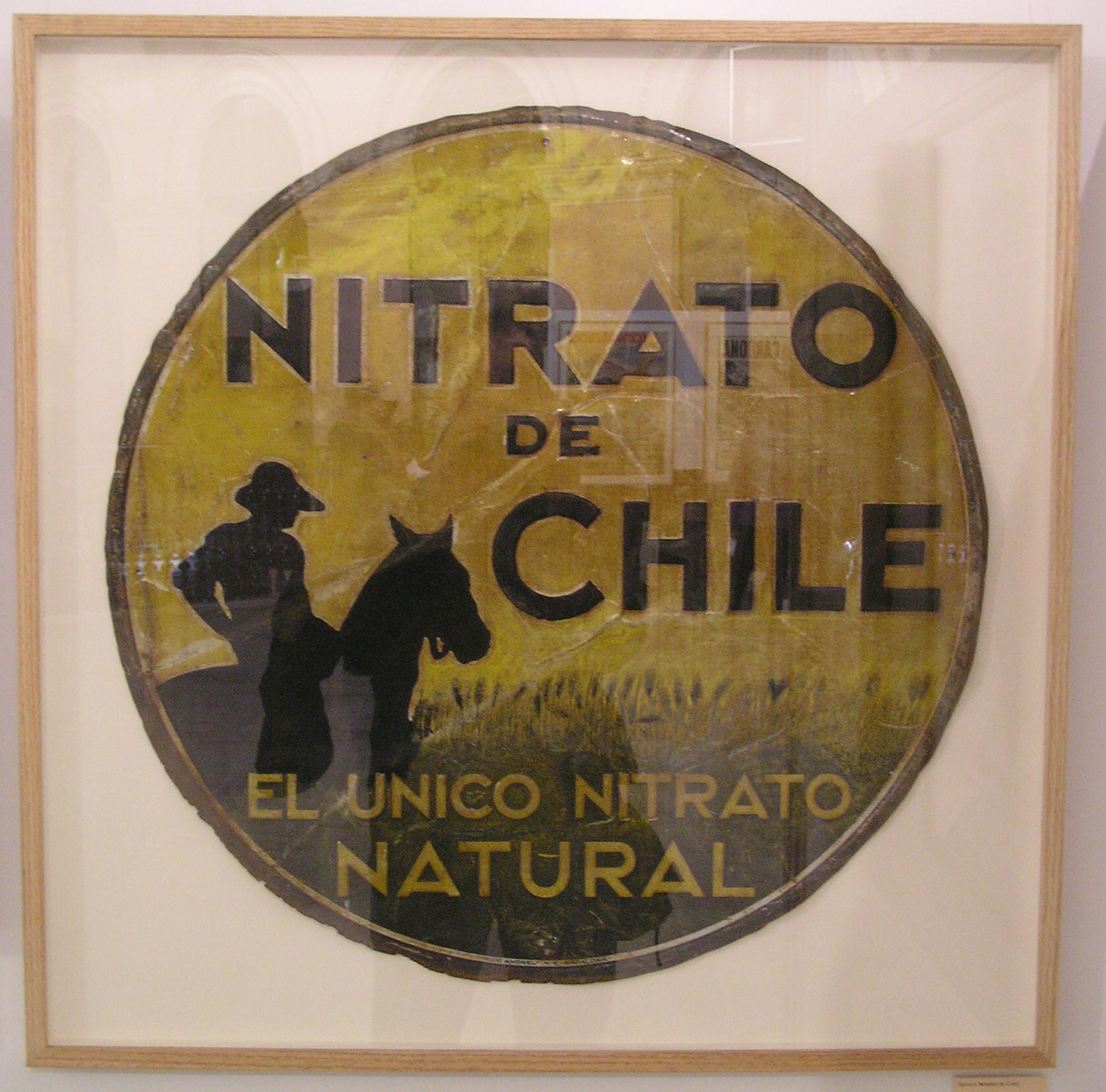

1. O nitrato encontrado em águas minerais é associado ao risco de duas doenças graves: a metamoglobinemia, conhecida como Síndrome do Bebê Azul[nota 1] e o Câncer Gástrico. O Instituto do Câncer e estudos da literatura médica alertam sobre ingestão de água proveniente de poços que contêm uma alta concentração de nitrato está relacionada com a incidência do Câncer de Estômago.[4]

1. Hipotensão postural (devido à vasodilatação).
2. Dores de cabeça.
3. Perigo de choque por hipotensão se sildenafil e outros nitratos forem tomados pela mesma pessoa.

## Usos clínicos
- No tratamento da angina pectoris estável e instável.
- Tratamento de insuficiência cardiaca aguda.
- Tratamento de insuficiência cardiaca crónica se IECAs não forem indicados.
- O sildenafil é usado no tratamento da disfunção eréctil (impotência) do homem.

Os nitratos só têm efeito em administrações limitadas. Se administrado continuamente desenvolve-se resistência aos seus efeitos. Eles são apenas usados para diminuir a dor quando ela surge na angina; ou antes do acto sexual (sildenafil).

### Fármacos
- Nitroglicerina (trinitrato de glicerilo): este potente explosivo é utilizado como componente principal da dinamite, desenvolvida por Alfred Nobel. As suas acções farmacológicas não estão relacionadas diretamente com as suas propriedades explosivas porém o remédio, foi descoberto a partir de pessoas que respiravam numa atmosfera impregnada desse composto químico e que levou, o cientista, a usar elementos dessa substância. Ela não é explosiva dentro do corpo humano (em solução aquosa).
- Mononitrato de isossorbida: duração maior.

## Usos industriais
Na industria de fertilizantes, seus compostos são muito utilizados, tal como, nitrato de sódio e nitrato de potássio, ambos chamados de salitre e bem como nitrato de amônio.